# Golfech
Golfech (prononcé [ɡɔlfɛʃ]; en occitan Golfuèg) est une commune française située dans l'ouest du département de Tarn-et-Garonne, en région Occitanie.
Sur le plan historique et culturel, la commune est dans la Lomagne, une ancienne circonscription de la province de Gascogne ayant titre de vicomté, surnommée « Toscane française ».
Exposée à un climat océanique altéré, elle est drainée par le canal latéral à la Garonne, la Garonne, la Barguelonne, le canal de Golfech, le ruisseau du Braguel et par divers autres petits cours d'eau. La commune possède un patrimoine naturel remarquable : un site Natura 2000 (« Garonne, Ariège, Hers, Salat, Pique et Neste »), un espace protégé (le « cours de la Garonne, de l'Aveyron, du Viaur et du Tarn ») et deux zones naturelles d'intérêt écologique, faunistique et floristique.
Golfech est une commune rurale qui compte 1 010 habitants en 2022, après avoir connu une forte hausse de la population depuis 1975. Elle est dans l'agglomération de Valence et fait partie de l'aire d'attraction de Valence. Ses habitants sont appelés les Golféchois ou  Golféchoises.

## Géographie

### Localisation
Commune située en Agenais sur la Garonne entre Agen et Castelsarrasin
Ce site est connu pour la centrale nucléaire de Golfech, de 2 tranches de 1 300 MW. Elle possède les tours de réfrigération les plus hautes d'Europe (178,5 m) en raison de la configuration de la vallée de la Garonne.

### Communes limitrophes
Golfech est limitrophe de six autres communes dont une dans le département de Lot-et-Garonne.
Les communes limitrophes sont  Clermont-Soubiran, Donzac, Espalais, Lamagistère, Saint-Loup et Valence.
| Lamagistère | Clermont-Soubiran (Lot-et-Garonne) |          |
| Donzac      | Golfech                            | Valence  |
|             | Saint-Loup                         | Espalais |

### Relief et géologie
Située dans le bassin de la Garonne, sur la première terrasse de la Garonne.
La superficie de la commune est de 972 hectares ; son altitude varie de 47 à 71 mètres.

### Hydrographie

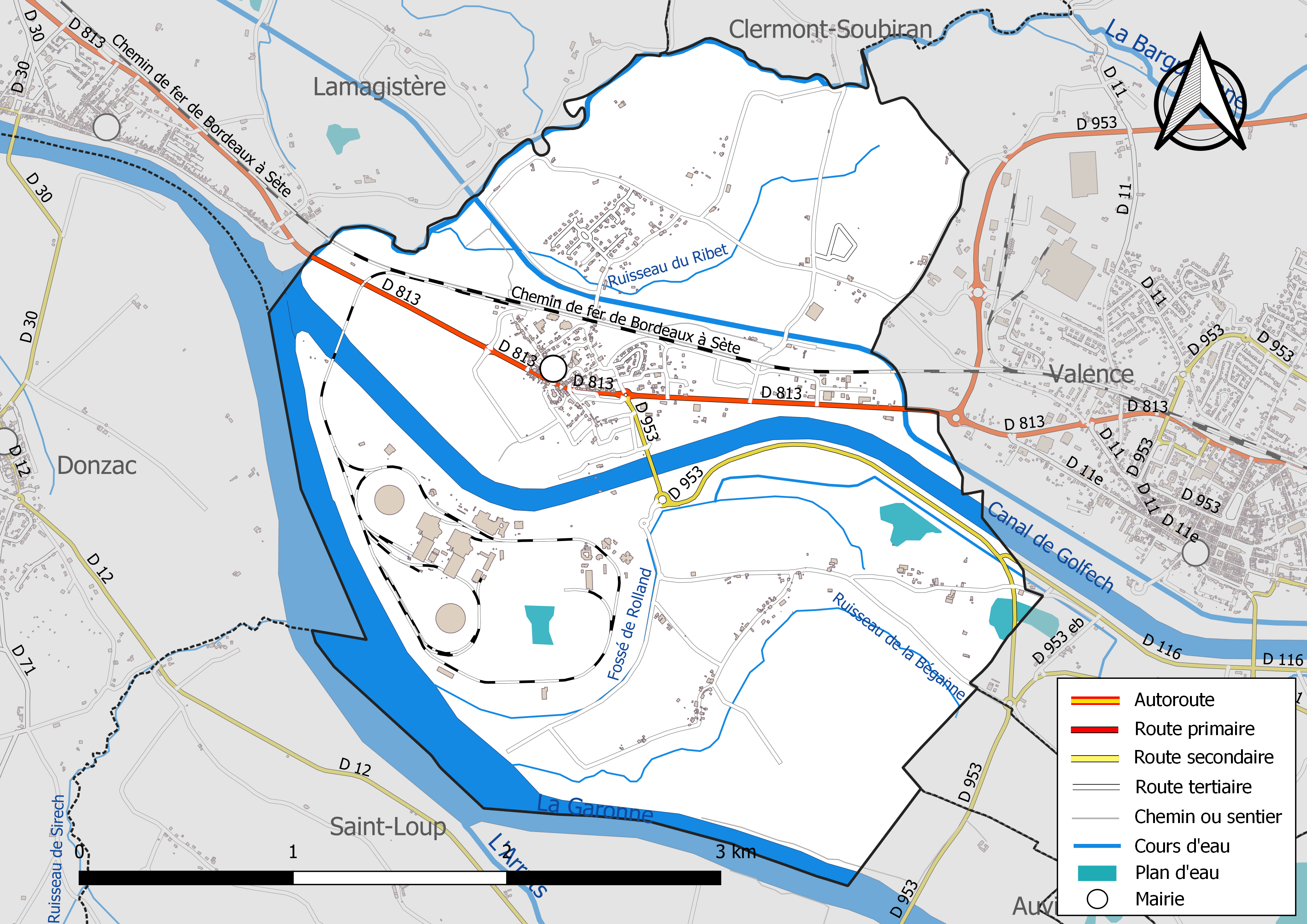
Réseaux hydrographique et routier de Golfech.

La commune est dans le bassin versant de la Garonne, au sein du bassin hydrographique Adour-Garonne. Elle est drainée par la Garonne, la Barguelonne, Canal de Golfech, le ruisseau du Braguel, Fossé de Rolland, le ruisseau de la Béganne et le ruisseau du Ribet, constituant un réseau hydrographique de 21 km de longueur totale,.
La Garonne est un fleuve principalement français prenant sa source en Espagne et qui coule sur 529 km avant de se jeter dans l’océan Atlantique.
La Barguelonne, d'une longueur totale de 61,1 km, prend sa source dans la commune de Lhospitalet et s'écoule du nord-est au sud-ouest. Elle traverse la commune et se jette dans le canal de Golfech à Lamagistère, après avoir traversé 24 communes.

### Climat
Pour des articles plus généraux, voir Climat de l'Occitanie et Climat de Tarn-et-Garonne.
En 2010, le climat de la commune est de type climat du Bassin du Sud-Ouest, selon une étude du Centre national de la recherche scientifique s'appuyant sur une série de données couvrant la période 1971-2000. En 2020, Météo-France publie une typologie des climats de la France métropolitaine dans laquelle la commune est exposée à un climat océanique altéré et est dans la région climatique Aquitaine, Gascogne, caractérisée par une pluviométrie abondante au printemps, modérée en automne, un faible ensoleillement au printemps, un été chaud (19,5 °C), des vents faibles, des brouillards fréquents en automne et en hiver et des orages fréquents en été (15 à 20 jours).
Pour la période 1971-2000, la température annuelle moyenne est de 13,5 °C, avec une amplitude thermique annuelle de 15,8 °C. Le cumul annuel moyen de précipitations est de 772 mm, avec 10,2 jours de précipitations en janvier et 6,6 jours en juillet. Pour la période 1991-2020, la température moyenne annuelle observée sur la station météorologique de Météo-France la plus proche, « Valence », sur la commune de Valence à 3 km à vol d'oiseau, est de 14,3 °C et le cumul annuel moyen de précipitations est de 747,3 mm. 
La température maximale relevée sur cette station est de 43 °C, atteinte le 12 août 2003 ; la température minimale est de −13,7 °C, atteinte le 9 février 2012,,.
Les paramètres climatiques de la commune ont été estimés pour le milieu du siècle (2041-2070) selon différents scénarios d'émission de gaz à effet de serre à partir des nouvelles projections climatiques de référence DRIAS-2020. Ils sont consultables sur un site dédié publié par Météo-France en novembre 2022.

### Milieux naturels et biodiversité

#### Espaces protégés
La protection réglementaire est le mode d’intervention le plus fort pour préserver des espaces naturels remarquables et leur biodiversité associée,.
Un  espace protégé est présent sur la commune : 
le « cours de la Garonne, de l'Aveyron, du Viaur et du Tarn », objet d'un arrêté de protection de biotope, d'une superficie de 1 262,3 ha.

#### Réseau Natura 2000

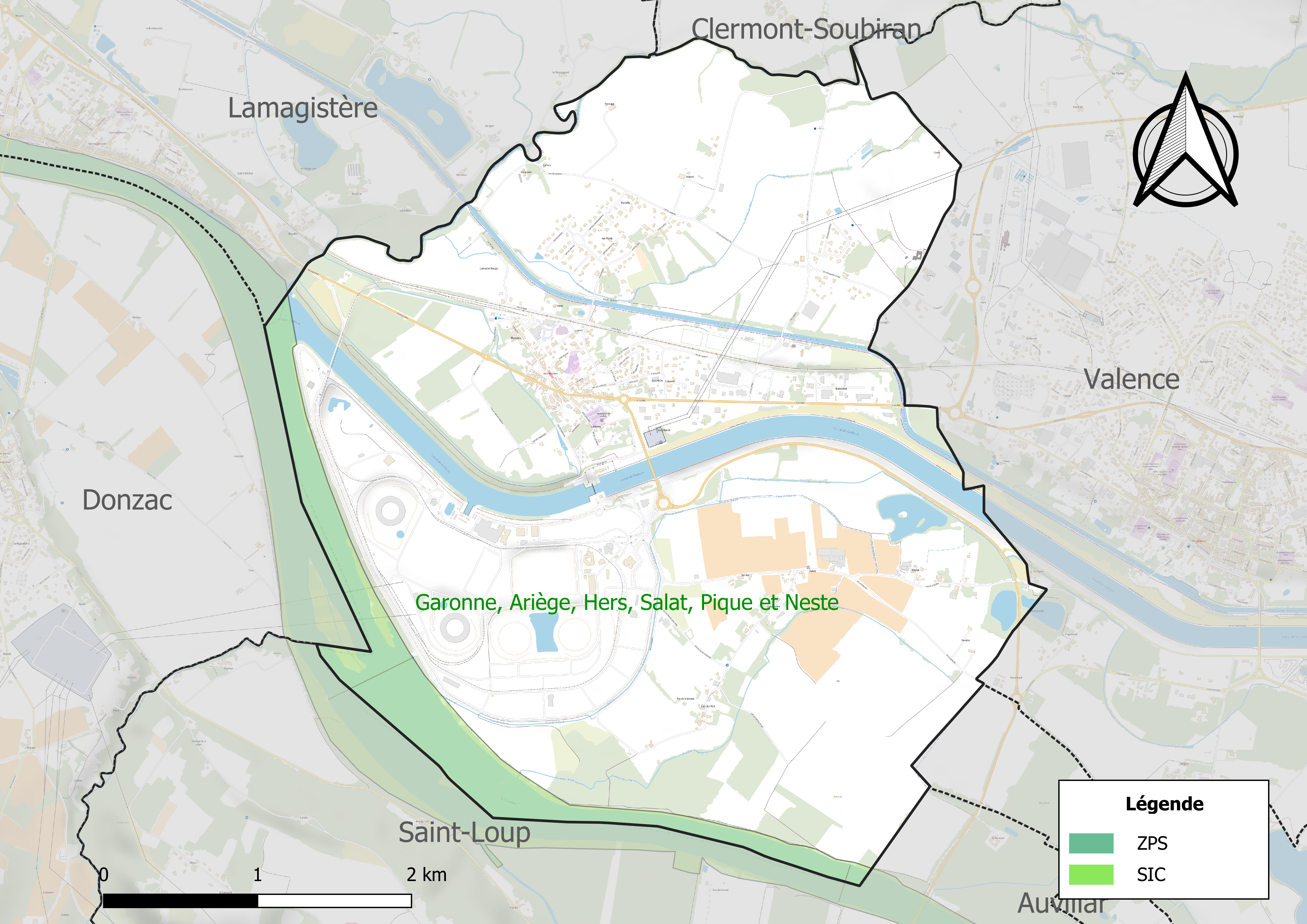
Site Natura 2000 sur le territoire communal.

Le réseau Natura 2000 est un réseau écologique européen de sites naturels d'intérêt écologique élaboré à partir des directives habitats et oiseaux, constitué de zones spéciales de conservation (ZSC) et de zones de protection spéciale (ZPS).
Un site Natura 2000 a été défini sur la commune au titre de la directive habitats : « Garonne, Ariège, Hers, Salat, Pique et Neste », d'une superficie de 9 581 ha, un réseau hydrographique pour les poissons migrateurs, avec des zones de frayères actives et potentielles importantes pour le Saumon en particulier qui fait l'objet d'alevinages réguliers et dont des adultes atteignent déjà Foix sur l'Ariège.

#### Zones naturelles d'intérêt écologique, faunistique et floristique
L’inventaire des zones naturelles d'intérêt écologique, faunistique et floristique (ZNIEFF) a pour objectif de réaliser une couverture des zones les plus intéressantes sur le plan écologique, essentiellement dans la perspective d’améliorer la connaissance du patrimoine naturel national et de fournir aux différents décideurs un outil d’aide à la prise en compte de l’environnement dans l’aménagement du territoire.
Une ZNIEFF de type 1 est recensée sur la commune :
« la Garonne de Montréjeau jusqu'à Lamagistère » (5 075 ha), couvrant 92 communes dont 63 dans la Haute-Garonne, trois dans le Lot-et-Garonne et 26 dans le Tarn-et-Garonne et une ZNIEFF de type 2, : 
« la Garonne et milieux riverains, en aval de Montréjeau » (6 874 ha), couvrant 93 communes dont 64 dans la Haute-Garonne, trois dans le Lot-et-Garonne et 26 dans le Tarn-et-Garonne.

Carte des ZNIEFF de type 1 et 2 à Golfech.
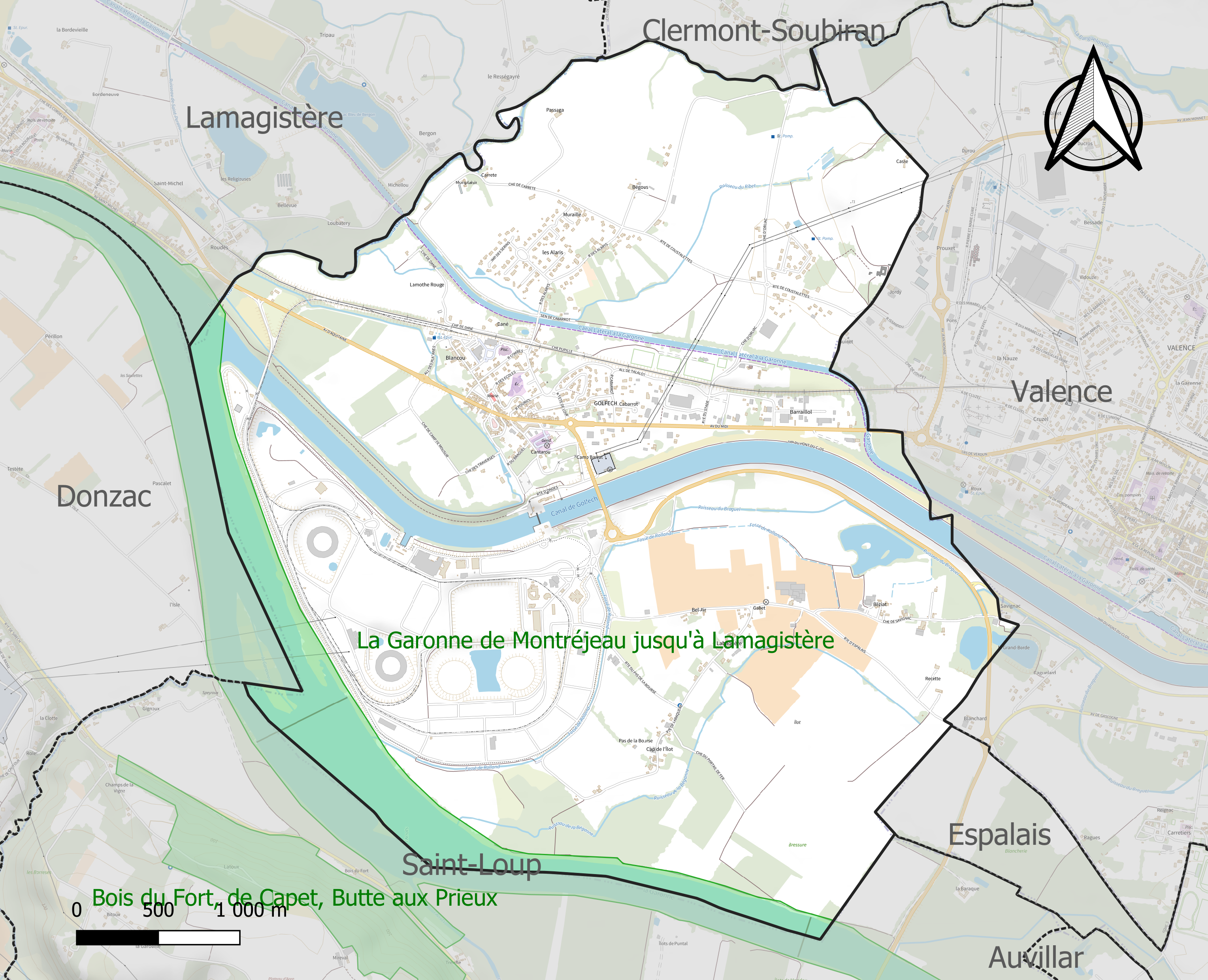
Carte de la ZNIEFF de type 1 sur la commune.
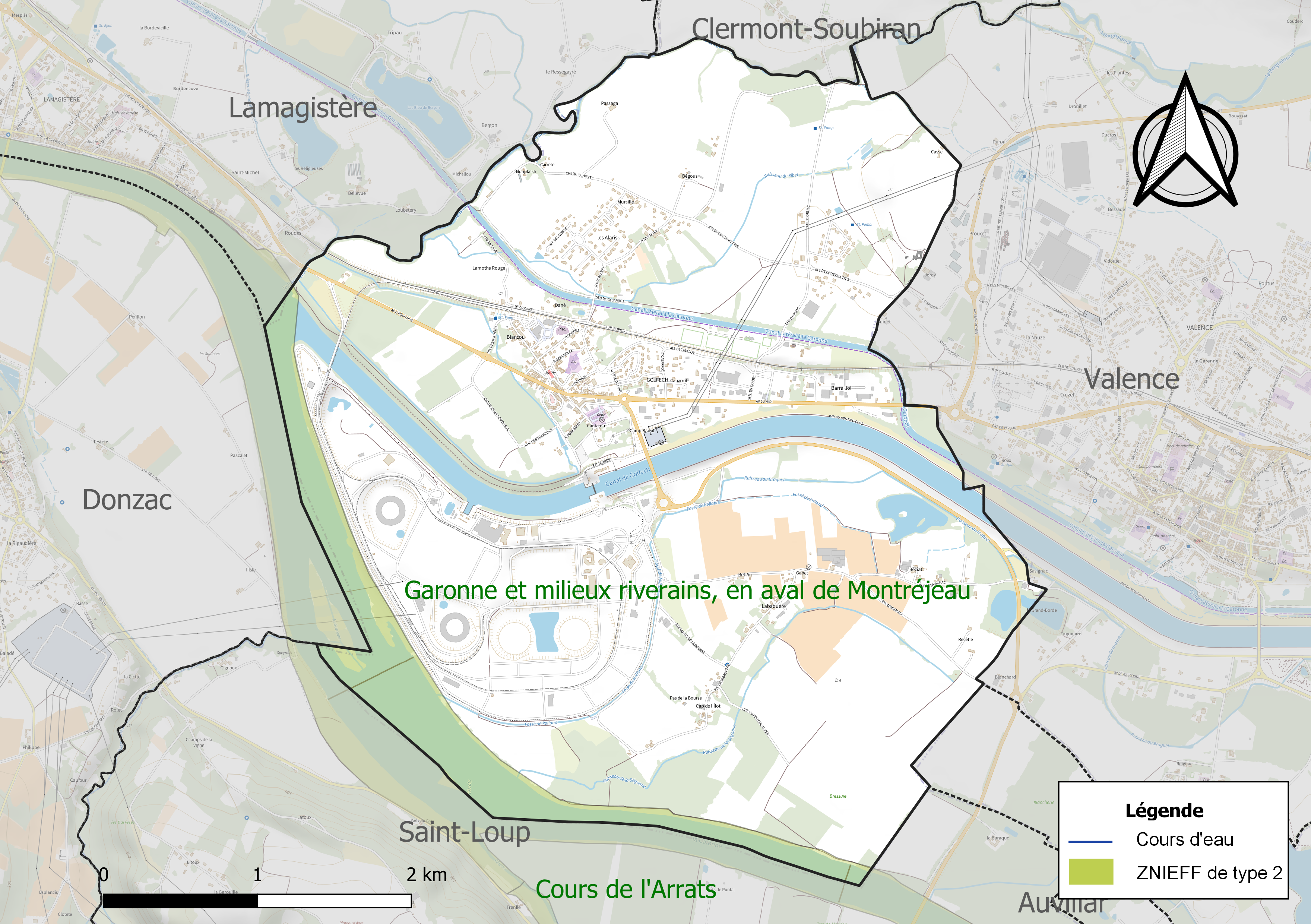
Carte de la ZNIEFF de type 2 sur la commune.

## Urbanisme

### Typologie
Au 1er janvier 2024, Golfech est catégorisée commune rurale à habitat dispersé, selon la nouvelle grille communale de densité à sept niveaux définie par l'Insee en 2022.
Elle appartient à l'unité urbaine de Valence (Tarn-et-Garonne), une agglomération intra-départementale regroupant quatre  communes, dont elle est une commune de la banlieue,,. Par ailleurs la commune fait partie de l'aire d'attraction de Valence, dont elle est une commune de la couronne,. Cette aire, qui regroupe 16 communes, est catégorisée dans les aires de moins de 50 000 habitants,.

### Occupation des sols

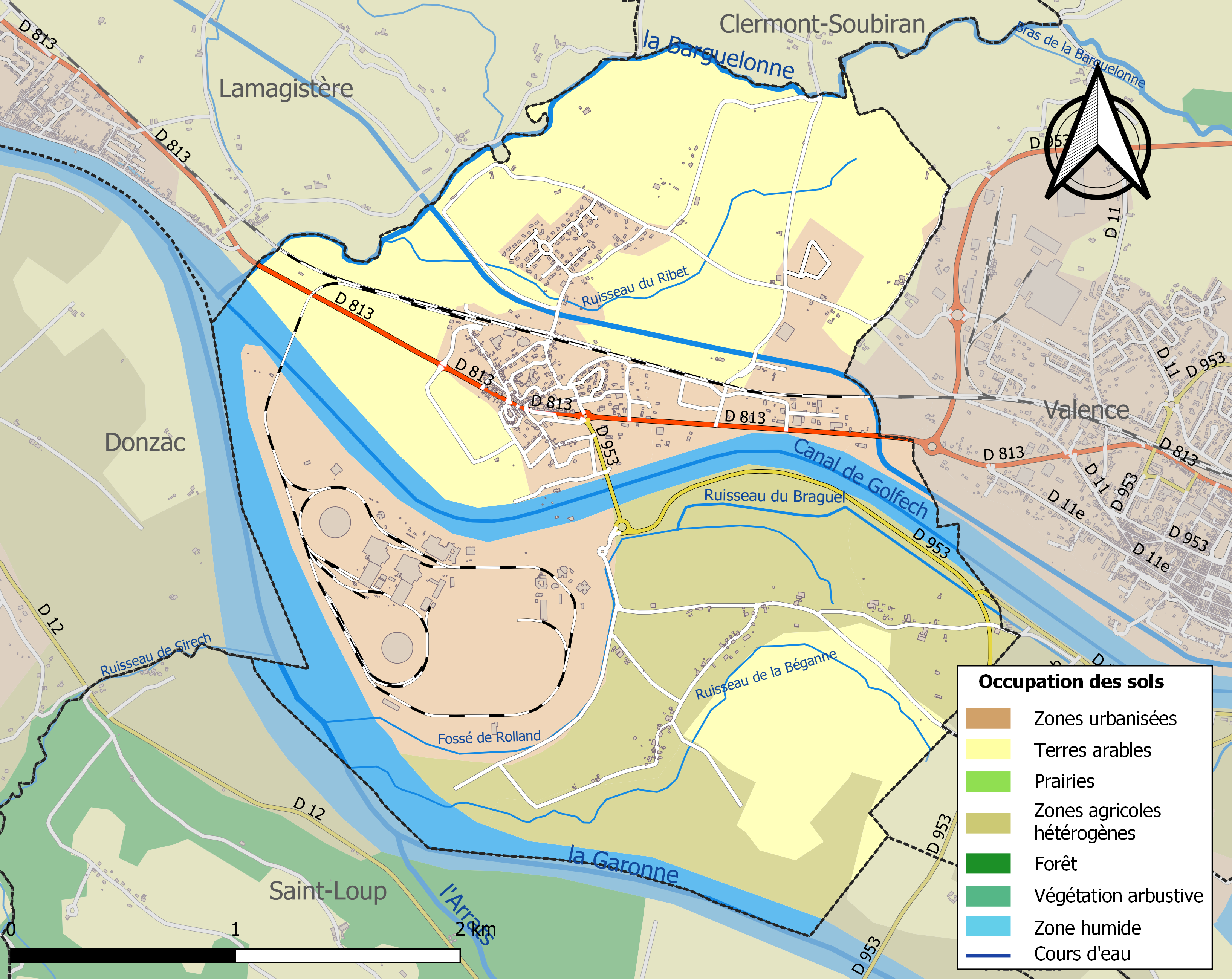
Carte des infrastructures et de l'occupation des sols de la commune en 2018 (CLC).

L'occupation des sols de la commune, telle qu'elle ressort de la base de données européenne d’occupation biophysique des sols Corine Land Cover (CLC), est marquée par l'importance des territoires agricoles (58,8 % en 2018), en diminution par rapport à 1990 (61,8 %). La répartition détaillée en 2018 est la suivante : 
terres arables (35,8 %), zones agricoles hétérogènes (22,9 %), zones industrielles ou commerciales et réseaux de communication (20,8 %), eaux continentales (12,5 %), zones urbanisées (7,4 %), espaces verts artificialisés, non agricoles (0,5 %). L'évolution de l’occupation des sols de la commune et de ses infrastructures peut être observée sur les différentes représentations cartographiques du territoire : la carte de Cassini (XVIIIe siècle), la carte d'état-major (1820-1866) et les cartes ou photos aériennes de l'IGN pour la période actuelle (1950 à aujourd'hui).

### Voies de communication et transports
Accès par l'autoroute A62 sortie 08 et la route départementale 813.
La commune compte une gare sur son territoire, la gare de Golfech, desservie quotidiennement par des TER Occitanie effectuant des missions entre les gares de Toulouse-Matabiau, Montauban-Ville-Bourbon et Agen.
La ligne 801 du réseau liO relie la commune à Montauban depuis Lamagistère.

### Risques majeurs
Le territoire de la commune de Golfech est vulnérable à différents aléas naturels : météorologiques (tempête, orage, neige, grand froid, canicule ou sécheresse), inondations, mouvements de terrains et séisme (sismicité très faible). Il est également exposé à deux risques technologiques,  le transport de matières dangereuses et le risque nucléaire. Un site publié par le BRGM permet d'évaluer simplement et rapidement les risques d'un bien localisé soit par son adresse soit par le numéro de sa parcelle.

#### Risques naturels
Certaines parties du territoire communal sont susceptibles d’être affectées par le risque d’inondation par débordement de cours d'eau, notamment la Garonne, le canal latéral à la Garonne, la Barguelonne et le canal de Golfech. La cartographie des zones inondables en ex-Midi-Pyrénées réalisée dans le cadre du XIe Contrat de plan État-région, visant à informer les citoyens et les décideurs sur le risque d’inondation, est accessible sur le site de la DREAL Occitanie. La commune a été reconnue en état de catastrophe naturelle au titre des dommages causés par les inondations et coulées de boue survenues en 1982, 1993, 1996 et 1999,.
Golfech est exposée au risque de feu de forêt. Le département de Tarn-et-Garonne présentant toutefois globalement un niveau d’aléa moyen à faible très localisé, aucun Plan départemental de protection des forêts contre les risques d’incendie de forêt (PFCIF) n'a été élaboré. Le débroussaillement aux abords des maisons constitue l’une des meilleures protections pour les particuliers contre le feu,.

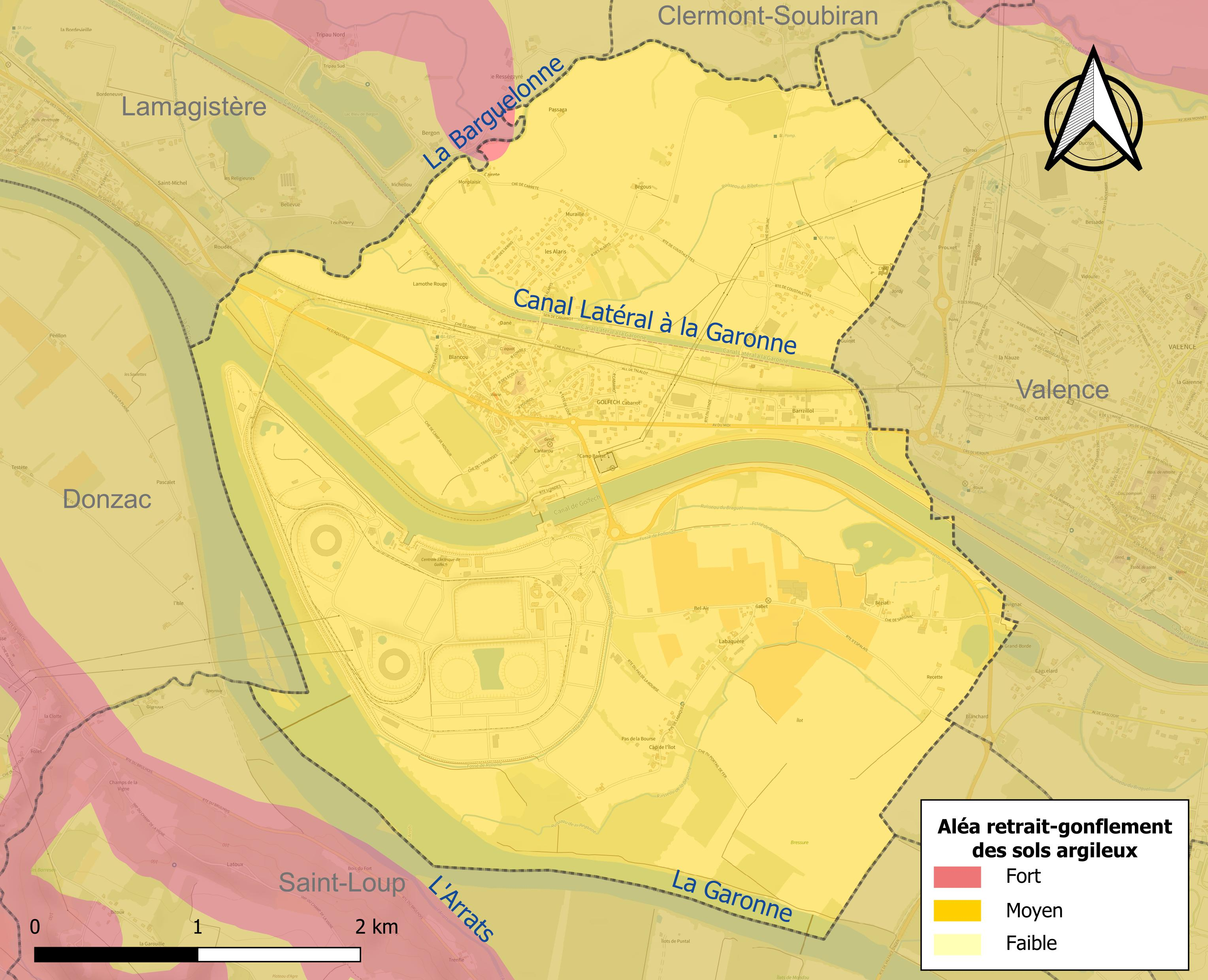
Carte des zones d'aléa retrait-gonflement des sols argileux de Golfech.

Les mouvements de terrains susceptibles de se produire sur la commune sont des tassements différentiels.
Le retrait-gonflement des sols argileux est susceptible d'engendrer des dommages importants aux bâtiments en cas d’alternance de périodes de sécheresse et de pluie. La totalité de la commune est en aléa moyen ou fort (92 % au niveau départemental et 48,5 % au niveau national). Sur les 374 bâtiments dénombrés sur la commune en 2019, 374 sont en aléa moyen ou fort, soit 100 %, à comparer aux 96 % au niveau départemental et 54 % au niveau national. Une cartographie de l'exposition du territoire national au retrait gonflement des sols argileux est disponible sur le site du BRGM,.
Par ailleurs, afin de mieux appréhender le risque d’affaissement de terrain, l'inventaire national des cavités souterraines permet de localiser celles situées sur la commune.
Concernant les mouvements de terrains, la commune a été reconnue en état de catastrophe naturelle au titre des dommages causés par la sécheresse en 2011 et par des mouvements de terrain en 1999.

#### Risques technologiques
Le risque de transport de matières dangereuses sur la commune est lié à sa traversée par des infrastructures routières ou ferroviaires importantes ou la présence d'une canalisation de transport d'hydrocarbures. Un accident se produisant sur de telles infrastructures est susceptible d’avoir des effets graves sur les biens, les personnes ou l'environnement, selon la nature du matériau transporté. Des dispositions d’urbanisme peuvent être préconisées en conséquence.
En cas d’accident grave, certaines installations nucléaires sont susceptibles de rejeter dans l’atmosphère de l’iode radioactif. La commune étant située dans le périmètre de sûreté de 5 km autour de la centrale nucléaire de Golfech, elle est exposée au risque nucléaire. En cas d'accident nucléaire, une alerte est donnée par différents médias (sirène, sms, radio, véhicules). Dès l'alerte, les personnes habitant dans le périmètre de 2 km se mettent à l'abri. Les personnes habitant dans le périmètre de 20 km peuvent être amenées, sur ordre du préfet, à évacuer et ingérer des comprimés d'iode,,.

## Toponymie
Le nom de Golfech ne s'est pas toujours écrit de la sorte.
Vers l'année 1200, on écrivait en ancien occitan Golfeg ou Guolffeg ; en latin on mettait Apud Golfegium, ou Âpud Locum de Goiifegïo. Plus tard, et en 1465 notamment, on a écrit Golfech — comme aujourd'hui — et vers 1500 Goulfech. En 1573, on écrivait Golfex ou Gaulfeïx ; vers 1600, Goulfetz et puis enfin la transcription orthographique française de la prononciation occitane locale donna  « Golfech ».

## Histoire
Les premiers documents relatifs à Golfech ne remontent pas au-delà de l'année 1200. Ce que l'on peut affirmer, c'est que, formant une dépendance de Clermont-Dessus (Lot-et-Garonne), son territoire a toujours fait partie de l'Agenais, jusqu'à ce que le département de Tarn-et-Garonne soit formé par sénatus consulte du 2 novembre 1808.
Avant la conquête des Gaules, l'Agenais était le territoire des Nitiobroges ou Nitiobriges, peuple de la Gaule celtique, sur la rive droite de la Garonne. Pendant la domination romaine, ce pays avait été embelli d'édifices magnifiques et de somptueuses villas ; aussi ne serait-il pas impossible de retrouver à Golfech des traces de cette occupation (une belle mosaïque mise à jour au lieu-dit « Les Vergnes », débris de poteries et de fragments d'objets utilitaires en terre cuite). Après l'occupation romaine, Golfech, modeste et petite seigneurie, a dû partager toutes les vicissitudes de l'Agenais.

### Les Templiers et les Hospitaliers
Aux environs de l'année 1200, l'ordre du Temple vint s'établir à Golfech. Grâce à de nombreuses donations et ventes, il ne tarda pas à faire de cette seigneurie une des plus belles et de ses plus riches commanderies.

#### Liste des commandeurs templiers de Golfech[36].
- Guy de Brasac (1200)
- Pierre Baquer (1211)
- Arnaud Arroy (1241-1243)
- Guillaume de Cantamerle (1267-1277)
- Robert del Puech (1283-1284)
- Raymond de Cardaillac (1285-1286)
- Bernard de Leymont (1291-1292)
- Arnaud du Bruelh (1293-1294)

En 1312 cet ordre fut supprimé et tous ses biens furent dévolus à l'ordre de Saint-Jean de Jérusalem, et furent ainsi rattachés à la commanderie de Castelsarrasin. Vers 1378, Pierre de Varas, le commandeur, fixa les limites de ce qui allait être la commanderie même des Hôspitaliers. De 1311 au 6 février 1793, date à laquelle les biens de l'ordre des Hospitaliers furent proclamés « biens nationaux », trente-sept commandeurs avaient eu en charge l'administration ; les plus illustres furent — semble-t-il — Bernard de Montlezun (1465-1477), Pierre d'Esparbès de Lussan (1579-1617), André de Grille (1731-1751), Gaspard  Hiacynthe de Grille Destoublon (1757-1761).

#### Liste des commandeurs hospitaliers de Golfech[36].
- Pons d'Auriac (1480-1482)
- Bernard de Tajac de Villevayre (1483-1500)
- Robert de Durfort (1511-1512)
- Jean de Roquelaure (1518-1530)
- Guillaume de Roquefeuil Bersols (1531-1537)
- François de Lagarde Saigue (1538-1541)
- Jean de Malran (1542-1543)
- Honoré de Grâce (1547-1550)
- Pierre de Gozon-Mélac (1553-1556)
- Charles d'Urre (1556-1559)
- Etienne d'Arsac (1561-1570)
- Mathurin de Lescur-Romégas (1571-1583)
- Pierre d'Esparbès-Lussan (1583-1617)
- Guillaume de Vincens Sabouillan (1636-1649)
- Antoine de Blacas-Vérignon (1657-1658)
- Jacques d'Ancezune-Caderousse (1676-1677)
- Christophe de Baroncelly-Javon (1681-1689)
- Jean de Gauthier-d'Aygaine (1693-1701)
- François de Pontevès-Bargème (1713-1720)
- Joseph de Modène-Pomerol (1720-1724)
- Charles de Villeneuve-Tourotte (1724-1727)
- André de Grille (1731-1741)
- Gaspard Hyacinthe de Grille (1757-1772), maréchal de camp, commandant des grenadiers à cheval
- N. de Gaillard (1772-1773)
- Bailli de Javon (1780-1786)
- Louis de Franc-Montgey (1788-1789)

En 1569 et 1588, au moment des guerres de Religion, la commanderie tout entière fut mise à sac et incendiée. En 1792, elle fut vendue comme bien national, 475 000 livres payées en assignats, et toutes ses possessions furent dispersées.
Il ne semble apparemment ne subsister aucune trace intéressante des anciens bâtiments. Il faut pourtant descendre le chemin qui conduit à « Darreloc » (« derrière le cimetière »). Une importante muraille bâtie en briques rosées, à la façon toulousaine, subsiste avec ses contreforts, ses meurtrières grossières, et sa série d'« oculus » circulaires. Elle forme la façade d'un bâtiment construit sur les remparts, dont le mur nord a été modifié et rebâti en partie. Ce bâtiment actuel comprenait le grenier et la prison de l'ancien château. Les « oculus » destinés primitivement à l'éclairage des combles, ont été transformés au cours des guerres en meurtrières, par un ébrasement intérieur très visible. C'est tout ce qui rappelle l'ancienne commanderie qui, pourtant, comprenait un mur d'enceinte fortifiée, un chemin de ronde avec créneaux, des fossés, un pont-levis, etc. et au centre, une église romane.

### Crue auXXesiècle
D'après de vieux documents, Golfech a toujours eu à souffrir des débordements de la Garonne voisine. Les murs de certaines maisons ou édifices publics portent des marques ou annotations relatives à la crue du 3 mars 1930 ; celle-ci a alors atteint la cote de 11,75 m à la hauteur de Lamagistère, un village voisin, Les crues les plus désastreuses furent celles de juin 1875, puis celles de 1930 et de 1952 qui ont également causé des dégâts très importants.
Golfech, bourgade à vocation essentiellement agricole, n'a pas échappé au dépeuplement ; plus de 1 200 âmes vers 1840, alors qu'au recensement de 1968 il n'y avait que 555 habitants. Au dernier recensement de 2006, 710 personnes étaient dénombrées, 810 personnes en 2008 et actuellement, la commune compte pas moins de 955 personnes.

## Politique et administration

### Administration municipale
Le nombre d'habitants au recensement de 2011 étant compris entre 500 et 1 499 habitants, le nombre de membres du conseil municipal pour l'élection de 2014 est de quinze,.

### Rattachements administratifs et électoraux
Commune faisant partie de l'arrondissement de Castelsarrasin de la communauté de communes des Deux Rives (Tarn-et-Garonne) et du canton de Valence.

### Liste des maires
| Période                                  | Période  | Identité       | Étiquette | Qualité |
| ---------------------------------------- | -------- | -------------- | --------- | ------- |
| avant 1981                               | ?        | Paul Lafont    |           |         |
| mars 2001                                | 2020     | Alexis Calafat | SE        |         |
| 2020                                     | En cours | Pascal Benoit  |           |         |
| Les données manquantes sont à compléter. |          |                |           |         |

## Population et société

### Démographie
L'évolution du nombre d'habitants est connue à travers les recensements de la population effectués dans la commune depuis 1793. Pour les communes de moins de 10 000 habitants, une enquête de recensement portant sur toute la population est réalisée tous les cinq ans, les populations de référence des années intermédiaires étant quant à elles estimées par interpolation ou extrapolation. Pour la commune, le premier recensement exhaustif entrant dans le cadre du nouveau dispositif a été réalisé en 2006.

En 2022, la commune comptait 1 010 habitants, en évolution de +3,27 % par rapport à 2016 (Tarn-et-Garonne : +3,12 %, France hors Mayotte : +2,11 %).
| 1793  | 1800  | 1806  | 1821  | 1831  | 1836  | 1841  | 1846  | 1851  |
| ----- | ----- | ----- | ----- | ----- | ----- | ----- | ----- | ----- |
| 1 068 | 1 019 | 1 014 | 1 143 | 1 253 | 1 159 | 1 122 | 1 088 | 1 054 |

| 1856  | 1861 | 1866 | 1872 | 1876 | 1881 | 1886 | 1891 | 1896 |
| ----- | ---- | ---- | ---- | ---- | ---- | ---- | ---- | ---- |
| 1 015 | 881  | 881  | 821  | 760  | 717  | 690  | 693  | 655  |

| 1901 | 1906 | 1911 | 1921 | 1926 | 1931 | 1936 | 1946 | 1954 |
| ---- | ---- | ---- | ---- | ---- | ---- | ---- | ---- | ---- |
| 614  | 586  | 536  | 488  | 512  | 503  | 504  | 512  | 533  |

| 1962 | 1968 | 1975 | 1982 | 1990 | 1999 | 2006 | 2011 | 2016 |
| ---- | ---- | ---- | ---- | ---- | ---- | ---- | ---- | ---- |
| 551  | 555  | 470  | 440  | 555  | 710  | 814  | 943  | 978  |

| 2021  | 2022  | - | - | - | - | - | - | - |
| ----- | ----- | - | - | - | - | - | - | - |
| 1 011 | 1 010 | - | - | - | - | - | - | - |

| selon la population municipale des années : | 1968 | 1975 | 1982 | 1990 | 1999 | 2006 | 2009 | 2013 |
| Rang de la commune dans le département      | 60   | 79   | 95   | 75   | 63   | 63   | 63   | 62   |
| Nombre de communes du département           | 195  | 195  | 195  | 195  | 195  | 195  | 195  | 195  |

### Enseignement
Golfech fait partie de l'académie de Toulouse.

### Activités sportives
L'Entente Golfech Saint Paul, club de football évoluant depuis deux saisons en « Division Honneur » après leur titre décroché en 2013. L'équipe réserve évolue en « Excellence de District ». Chasse, pétanque,

## Économie

### Revenus
En 2018, la commune compte 379 ménages fiscaux, regroupant 944 personnes. La médiane du revenu disponible par unité de consommation est de 20 020 € (20 140 € dans le département).

### Emploi
|                | 2008  | 2013   | 2018   |
| -------------- | ----- | ------ | ------ |
| Commune        | 8,1 % | 9,1 %  | 12,7 % |
| Département    | 8,4 % | 10,2 % | 10,3 % |
| France entière | 8,3 % | 10 %   | 10 %   |

En 2018, la population âgée de 15 à 64 ans s'élève à 665 personnes, parmi lesquelles on compte 78,1 % d'actifs (65,4 % ayant un emploi et 12,7 % de chômeurs) et 21,9 % d'inactifs,. En  2018, le taux de chômage communal (au sens du recensement) des 15-64 ans est supérieur à celui du département et de la France, alors qu'en 2008 la situation était inverse.
La commune fait partie de la couronne de l'aire d'attraction de Valence, du fait qu'au moins 15 % des actifs travaillent dans le pôle,. Elle compte 1 658 emplois en 2018, contre 1 502 en 2013 et 1 313 en 2008. Le nombre d'actifs ayant un emploi résidant dans la commune est de 436, soit un indicateur de concentration d'emploi de 380,4 % et un taux d'activité parmi les 15 ans ou plus de 65,5 %.
Sur ces 436 actifs de 15 ans ou plus ayant un emploi, 191 travaillent dans la commune, soit 44 % des habitants. Pour se rendre au travail, 82,5 % des habitants utilisent un véhicule personnel ou de fonction à quatre roues, 1,9 % les transports en commun, 12,3 % s'y rendent en deux-roues, à vélo ou à pied et 3,3 % n'ont pas besoin de transport (travail au domicile).

### Activités hors agriculture

#### Secteurs d'activités
113 établissements sont implantés  à Golfech au 31 décembre 2019. Le tableau ci-dessous en détaille le nombre par secteur d'activité et compare les ratios avec ceux du département,.
| Secteur d'activité                                                                                        | Commune | Commune | Département |
| Secteur d'activité                                                                                        | Nombre  | %       | %           |
| --- | ------- | ------- | ----------- |
| Ensemble                                                                                                  | 113     | 100 %   | (100 %)     |
| Industrie manufacturière, industries extractives et autres                                                | 27      | 23,9 %  | (9,6 %)     |
| Construction                                                                                              | 16      | 14,2 %  | (14,9 %)    |
| Commerce de gros et de détail, transports, hébergement et restauration                                    | 32      | 28,3 %  | (29,7 %)    |
| Information et communication                                                                              | 3       | 2,7 %   | (1,9 %)     |
| Activités financières et d'assurance                                                                      | 1       | 0,9 %   | (3,4 %)     |
| Activités immobilières                                                                                    | 1       | 0,9 %   | (3,3 %)     |
| Activités spécialisées, scientifiques et techniques et activités de services administratifs et de soutien | 14      | 12,4 %  | (14,1 %)    |
| Administration publique, enseignement, santé humaine et action sociale                                    | 12      | 10,6 %  | (13,6 %)    |
| Autres activités de services                                                                              | 7       | 6,2 %   | (9,3 %)     |

Le secteur du commerce de gros et de détail, des transports, de l'hébergement et de la restauration est prépondérant sur la commune puisqu'il représente 28,3 % du nombre total d'établissements de la commune (32 sur les 113 entreprises implantées  à Golfech), contre 29,7 % au niveau départemental.

#### Entreprises et commerces
Les quatre entreprises ayant leur siège social sur le territoire communal qui génèrent le plus de chiffre d'affaires en 2020 sont : 
- Entreprise Donini, travaux de terrassement courants et travaux préparatoires (2 695 k€)
- CTM, contrôle technique automobile (758 k€)
- Flo, coiffure (82 k€)
- EURL Caussade, travaux de maçonnerie générale et gros œuvre de bâtiment (78 k€)

Depuis le début des années 1980, une centrale nucléaire a été mise en chantier à Golfech. Les deux réacteurs qu'elle contient fonctionnent respectivement depuis 1991 et 1994. Le site emploie environ 700 personnes.
Le surplus d'énergie contenu dans l'eau du circuit de refroidissement de la centrale est utilisé pour le chauffage de la piscine, de la maison de retraite et de l'école de la commune.
Golfech est aussi connu pour l'échelle à poissons de son barrage hydraulique mais qui sont situés sur la commune voisine de Malause.
Cependant il faut signaler que cette commune est actuellement en pleine mutation industrielle. Située sur la rive droite de la Garonne, en bordure de la R.D. 813, elle a été retenue par l'Électricité de France pour l'implantation d'usines de production de courant électrique (voir texte « la chute de Golfech »). L'implantation de la centrale nucléaire en 1981 (début des travaux) a permis l’arrivée de nouvelles entreprises prestataires et partenaires. De plus, deux zones artisanales sont apparues dans la dernière décennie réunissant une trentaine d’entreprises. Un petit centre commercial est aussi apparu au centre du village avec pas moins d’une dizaine de commerces. Une gendarmerie spécialisée, le Peloton spécialisé de protection de la Gendarmerie, s’est implanté sur Golfech, réunissant 38 gendarmes qui œuvrent pour la surveillance et la protection du site nucléaire et de ses environs.

### Agriculture
|               | 1988 | 2000 | 2010 | 2020 |
| ------------- | ---- | ---- | ---- | ---- |
| Exploitations | 24   | 16   | 8    | 4    |
| SAU (ha)      | 313  | 257  | 229  | 228  |

La commune est dans les « Vallées et Terrasses », une petite région agricole occupant le centre et une bande d'est en ouest  du département de Tarn-et-Garonne. En 2020, l'orientation technico-économique de l'agriculture  sur la commune est la culture de fruits ou d'autres cultures permanentes. Quatre exploitations agricoles ayant leur siège dans la commune sont dénombrées lors du recensement agricole de 2020 (24 en 1988). La superficie agricole utilisée est de 228 ha,,.

## Culture locale et patrimoine

### Lieux et monuments
- Église Saint-Louis de Golfech. L'édifice est référencé dans la base Mérimée et à l'Inventaire général Région Occitanie[51]. Plusieurs objets sont référencés dans la base Palissy[51].
- Barrage hydroélectrique.
- CNPE EDF (centrale nucléaire).

### Personnalités liées à la commune
- Roch Renaut, homme politique, député du tiers état aux États généraux de 1789, né en 1735 à Golfech (Tarn-et-Garonne) et décédé le 15 août 1793 à Valence (Tarn-et-Garonne).
- Jean-Baptiste Chaumeil